# Continental Basketball Association 2006-2007
La stagione CBA 2006-2007 fu la 61ª della Continental Basketball Association. Parteciparono 8 squadre divise in due gironi.
Rispetto alla stagione precedente, si aggiunsero i Butte Daredevils, i Great Falls Explorers, gli Indiana Alley Cats, i Pittsburgh Xplosion e gli Utah Eagles. I Dakota Wizards, gli Idaho Stampede e i Sioux Falls Skyforce si trasferirono nella NBA Development League, i Gary Steelheads si trasferirono nella USBL, mentre i Michigan Mayhem e i Rockford Lightning scomparvero.
Gli Utah Eagles non terminarono la stagione.
Venne disputata una finale al meglio delle cinque partite tra le prime delle due division.

## Squadre partecipanti
- Albany Patroons
- Butte Daredevils
- G. Falls Explorers
- Indiana Alley Cats
- Minot SkyRockets
- Pittsburgh Xplosion
- Utah Eagles
- Yakama Sun Kings

## Classifiche

### American Division
| Squadra             | V  | P  | QW    | PTS   |
| ------------------- | -- | -- | ----- | ----- |
| Albany Patroons     | 30 | 18 | 107,0 | 197,0 |
| Minot SkyRockets    | 31 | 17 | 103,0 | 195,0 |
| Indiana Alley Cats  | 23 | 35 | 94,0  | 163,0 |
| Pittsburgh Xplosion | 10 | 38 | 81,0  | 108,0 |

### National Division
| Squadra               | V  | P  | QW    | PTS   |
| --------------------- | -- | -- | ----- | ----- |
| Yakama Sun Kings      | 35 | 13 | 125,0 | 230,0 |
| Great Falls Explorers | 24 | 24 | 90,0  | 162,0 |
| Butte Daredevils      | 21 | 27 | 87,0  | 150,0 |
| Utah Eagles           | 6  | 18 | 35,0  | 53,0  |

## Play-off

### Finale
| Albany                                | Albany Patroons | 99 – 113 | Yakama Sun Kings | Washington Avenue Armory |
| \| \| \| \| \| Moon 24 \| Punti \| \| |                 |          |                  |                          |
|                                       |                 |          |                  |                          |
| Moon 24                               | Punti           |          |                  |                          |

| Albany | Albany Patroons | 87 – 92 | Yakama Sun Kings | Washington Avenue Armory |

| Yakima 30 marzo 2007                     | Yakama Sun Kings | 120 – 92   | Albany Patroons | Yakima Valley SunDome (4.015 spett.) |
| \| \| \| \| \| \| Punti \| 31 Klaiber \| |                  |            |                 |                                      |
|                                          |                  |            |                 |                                      |
|                                          | Punti            | 31 Klaiber |                 |                                      |

## Vincitore
| Campione CBA 2007            |
| ---------------------------- |
| Yakama Sun Kings (5º titolo) |

## Statistiche
| Categoria             | Giocatore        | Squadra               | Stat |
| --------------------- | ---------------- | --------------------- | ---- |
| Punti per gara        | Shaun Fountain   | Indiana Alley Cats    | 23,0 |
| Rimbalzi per gara     | Nick VanderLaan  | Butte Daredevils      | 11,7 |
| Assist per gara       | Galen Young      | Yakama Sun Kings      | 6,6  |
| Palle rubate per gara | Shaun Fountain   | Indiana Alley Cats    | 2,5  |
| Stoppate per gara     | Kenyon Gamble    | Minot SkyRockets      | 3,2  |
| FG%                   | Chris Alexander  | Yakama Sun Kings      | 64,0 |
| FT%                   | Harold Arceneaux | Great Falls Explorers | 89,6 |
| 3FG%                  | Desmond Ferguson | Minot SkyRockets      | 47,7 |

## Premi CBA
- CBA Most Valuable Player: Galen Young[2], Yakama Sun Kings
- CBA Coach of the Year: Paul Woolpert[3], Yakama Sun Kings
- CBA Defensive Player of the Year: Jamario Moon[4], Albany Patroons
- CBA Newcomer of the Year: Shaun Fountain[5], Indiana Alley Cats
- CBA Rookie of the Year: Travis Garrison[6], Great Falls Explorers
- CBA Playoff MVP: Eddy Barlow, Yakama Sun Kings
- All-CBA First Team:[7]
  - Galen Young, Yakama Sun Kings
  - Jamario Moon, Albany Patroons
  - Shaun Fountain, Indiana Alley Cats
  - Ralph Holmes, Yakama Sun Kings
  - Desmond Ferguson, Minot SkyRockets
- All-CBA Second Team:
  - Ray Cunningham, Minot SkyRockets
  - Nick VanderLaan, Butte Daredevils
  - Odell Bradley, Butte Daredevils
  - Carl Edwards, Indiana Alley Cats
  - Jamar Howard, Great Falls Explorers
- CBA All-Defensive First Team:
  - Jamario Moon, Albany Patroons
  - Ray Cunningham, Minot SkyRockets
  - Ralph Holmes, Yakama Sun Kings
  - Kwan Johnson, Albany Patroons
  - Kenyon Gamble, Minot SkyRockets
- CBA All-Rookie First Team:
  - Travis Garrison, Great Falls Explorers
  - Will Caudle, Indiana Alley Cats
  - Kevin Pittsnogle, Pittsburgh Xplosion
  - Gordan Klaiber, Albany Patroons
  - Jason Forte, Yakama Sun Kings